# Need for Speed (Computerspiel)
Need for Speed ist ein Open-World-Spiel aus dem Genre der Rennspiele, entwickelt von Ghost Games und vertrieben durch Electronic Arts (EA). Es erschien am 3. November 2015 (USA-Release) bzw. am 5. November 2015 (Europa) für die Konsolenplattformen PlayStation 4 und Xbox One. Eine Version für Windows-PCs folgte am 15. bzw. 17. März 2016. Need for Speed 2015 ist der zweiundzwanzigste Teil der Need-for-Speed-Rennspielserie, stellt jedoch einen Neustart dar, mit dem EA nach eigener Aussage besonders auf die Wünsche der Spieler Rücksicht nehmen wollte.

## Spielprinzip
Inhaltlich knüpft der Reboot vor allem an Need for Speed: World und dessen Möglichkeiten des Autotunings an, wobei diese Möglichkeiten bereits in Need for Speed: Underground 2 existierten und ausgeprägter waren. Die Rennen sind geprägt von urbaner Umgebung und finden in einer offenen Spielwelt statt. Spieler können fünf unterschiedliche Wege einschlagen:
- Speed: "Klassisches" Rennen mit Vollgas
- Style: Spektakuläre Drift-Rennen
- Crew: Teammodus
- Schrauber: Individueller Modus für optisches und Performance-Tuning
- Outlaw: Straßenrennen gegen die Polizei.

Jeder dieser Modi bzw. Fahrstile wird im Spiel durch eine sogenannte „Ikone“ repräsentiert: Magnus Walker (Speed), Ken Block (Style), Akira Nakai (Schrauber), Risky Devil (Crew) und Shinichi Morohoshi (Outlaw). Ziel ist es, durch Siege und spektakuläre Fahrstile in der fiktiven Spielwelt Ventura Bay diesen Ikonen zu imponieren, den eigenen Ruf unter den Fahrern aufzubauen und Ingame-Geld für Tuning zu verdienen. Besonderheit des Spiels ist, dass eine permanente Online-Verbindung während des Spiels aufrechterhalten werden muss.
Allerdings verzichtet Electronic Arts auf so genannte kostenpflichtige DLCs und Mikrotransaktionen. Das bedeutet, dass es neue Inhalte zum Spiel, z. B. weitere Automodelle oder Tuningmöglichkeien, ausschließlich über kostenlose Patches geben wird.

## Fahrzeuge
Folgende Fahrzeuge kann der Spieler in Need for Speed fahren, wobei die maximale Anzahl an gleichzeitig genutzten Wagen auf fünf Fahrzeuge, seit März 2016 auf zehn, limitiert ist.
| - Acura RSX-S (2004) - Beck Kustoms F132 - BMW M2 (2016) - BMW M3 E46 (GTR) (2006) - BMW M3 E92 (Coupé) (2010) - BMW M3 Evolution II E30 (1988) - BMW M4 (2014) - Chevrolet Camaro Z/28 (2014) - Chevrolet Corvette Z06 (2013) - Dodge Challenger SRT8 (2014) - (Dodge) SRT Viper (2014) - Ferrari 458 Italia (2009) - Ferrari F40 (1987) - Ford (1932) - Ford Focus RS (2016) - Ford Mustang (1965) - Ford Mustang Boss 302 (1969) - Ford Mustang Foxbody (1990) - Ford Mustang GT (2015) - Honda Civic Type-R (2000) - Honda NSX Type-R (1992) - Honda S2000 (2009) - Lamborghini Aventador LP 700-4 (2014) - Lamborghini Diablo SuperVeloce (1995) - Lamborghini Huracán LP 610-4 (2015) - Lamborghini Murciélago LP 670-4 SuperVeloce (2010) - Lotus Exige S (2006) | - Mazda MX-5 NA (1996) - Mazda MX-5 ND (2015) - Mazda RX-7 Spirit R (2002) - McLaren 570S (2015) - Mercedes-AMG GT (2015) - Mitsubishi Lancer Evolution 9 MR (2008) - Nissan 180SX Type X (1996) - Nissan Fairlady 240ZG / Datsun 240Z (1971) - Nissan GT-R Premium (2015) - Nissan GT-R Premium (2017) - Nissan Silvia Spec-R (2002) - Nissan Skyline 2000 GT-R KPGC10 (1971) - Nissan Skyline R32 GT-R V-Spec (1993) - Nissan Skyline R34 GT-R V-Spec (1999) - Porsche 911 Carrera RSR 2.8 (1973) - Porsche 911 (991) Carrera S (2014) - Porsche 911 (993) Carrera S (1996) - Porsche 911 GT3 RS (2015) - Porsche Cayman GT4 (2015) - Scion FR-S (2014) - Subaru BRZ Premium (2014) - Subaru Impreza WRX STI (2010) - Toyota Corolla AE86 / Sprinter Trueno GT Apex (1986) - Toyota GT86 (2014) - Toyota Supra SZ-R (1997) - Volkswagen Golf GTI (1976) - Volvo 242 (1975) |

## Rezeption
Need for Speed hat international mittelmäßige Bewertungen erhalten. Die Rezensionsdatenbank Metacritic aggregiert auf Basis von 69 Rezensionen für die PlayStation 4 einen Gesamtwert von 66.
Applaus fand die nahezu fotorealistische Bildqualität der Fahrszenen und die Haltung von Electronic Arts hinsichtlich Bezahl-DLCs und Mikrotransaktionen. Negativbewertungen erfuhren der Online-Zwang während des Spiels, die ausschließlich nächtlichen Rennumgebungen und das Fehlen einiger Features, die schon bei den Vorgängern Standard waren. Mittlerweile existieren drei Modi. Einer sogenannten „Solo-Lobby“, welche den Spielern ermöglicht, alleine mit NPCs zu spielen, einer „Alldrive-Lobby“ und eine „Online-Lobby“, welche nur durch eine Online-Funktion betretbar sind.
Besonders von Spielerseite wurden die – entgegen den Ankündigungen und dem Anspruch der Entwicklerfirma aus früheren Versionen – wenig umfangreichen Tuningmöglichkeiten und die fehlende Cockpitansicht bemängelt. Abgemildert wurde ein Kritikpunkt aus früheren Teilen der Rennspielserie, nämlich die künstliche Intelligenz, die dafür sorgte, dass Computergegner eigentlich uneinholbar große Rückstände überraschend wettmachen konnten („Gummiband-KI“).

„Schick anzusehende nächtliche Rasereien, die aber von spielerischen Macken und nicht konsequent verfolgten Ideen ausgebremst werden.“

„Hat sich das Reboot der Serie gelohnt? Irgendwie nicht! Need for Speed macht im Kern eigentlich durchaus Spaß: Die verschiedenen Renn-Events, das Tuning der Wagen, das alles ist völlig okay, aber die Entwickler haben so viele Design- und Gameplay-Schwächen eingebaut, die sehr viel von einer guten Wertung abknabbern, Stück für Stück. Die größte Frechheit ist der Online-Zwang, der überhaupt keinen Sinn ergibt. Er ist völlig unnötig. Always-Online bei einem Spiel, das keinen richtigen Multiplayer hat, das erlebt man ohnehin nicht oft. Dann wären da noch die Rempel-KI mit Gummibandeffekt, die peinlichsten Cutscenes seit es Rennspiele gibt, nur fünf Wagen in der Garage, die leere Stadt, die lächerlich schwache Polizei und viele verschiedene Kleinigkeiten, die in der Summe viel ausmachen. Es gibt einfach zu viel, über das man sich bei Need for Speed ärgern muss.“